# Crepis oporinoides
Crepis oporinoides là một loài thực vật có hoa trong họ Cúc. Loài này được Boiss. ex Froel. mô tả khoa học đầu tiên năm 1838.